# یقه سفید (مجموعه تلویزیونی)
یقه سفید (به انگلیسی: White Collar) عنوان یک سریال تلویزیونی در آمریکا است که از شبکه یو اس ای نتورک پخش شده است.
خالق این مجموعه جف استین می‌باشد و در آن مت بامر در نقش نیل کفری به هنر نمایی می‌پردازد. قسمت اول این سریال در ۲۳ اکتبر سال ۲۰۰۹ میلادی پخش شد و سپس فصل‌های بعدی سریال در سال ۲۰۱۰ میلادی به نمایش درآمد. فصل چهارم این سریال در اوت ۲۰۱۱ میلادی شروع به پخش شده است.

## داستان
نیل کفری، دزد، قاچاقچی و جاعل آثار هنری و فردی بسیار باهوش است که پس از سه سال بازی موش و گربه با پلیس دستگیر می‌شود. نیل دوباره از زندان فرار می‌کند و بازرس ویژه‌ای که او را دستگیر کرده بود از انگیزهٔ فرار او مطلع شده و او را دوباره دستگیر می‌کند. انگیزهٔ نیل از فرار دوست دخترش می‌باشد که از او جدا می‌شود و نیل برای این که آزاد باشد و بتواند دوست دخترش را که نشانی از او نیست پیدا کند، به مامور بازداشت کنندهٔ خود پیشنهاد می‌دهد که با پلیس همکاری کند تا معماهای خود را حل کند به شرط اینکه آزادی مشروط داشته باشد.
یقه سفید در 6 فصل ارائه شد .پایان فیلم همچنان باز باقی ماند و دوستداران این سریال همچنان منتظر ادامه سریال هستند.